# 싱가포르 축구 국가대표팀
싱가포르 축구 국가대표팀(말레이어: Pasukan bola sepak kebangsaan Singapura)은 싱가포르를 대표하는 축구 국가대표팀으로 싱가포르 축구 협회에서 관리하고 있다. 태국, 베트남 등과 함께 동남아시아 축구 강호로 손꼽히는 팀으로 1953년 4월 11일 대한민국과의 국제 A매치 데뷔전에서 2-3으로 패했으며 현재 홈 구장으로는 싱가포르 국립경기장을 사용하고 있다.

## 국제 대회 경력

### FIFA 월드컵
월드컵 본선 경험은 전무하지만 2010년 FIFA 월드컵 아시아 지역 예선 4경기에서 3승 1무(1차 예선, 2차 예선)의 성적으로 3차 예선까지 오르며 싱가포르 축구 역사상 월드컵 지역 예선 최고 성적을 남겼고 3차 예선에서도 중동의 복병 레바논과의 2번의 대결에서 모두 승리를 쟁취하는 저력을 발휘했다.

### AFC 아시안컵
아시안컵 본선에는 자국에서 열린 1984년 대회에 유일하게 참가하여 첫 경기에서 인도를 2-0으로 꺾고 메이저 대회 본선에서 첫 승을 올렸지만 이후 3경기에서 1무 2패의 부진한 성적을 거두며 조 4위로 조별리그에서 탈락했고 이후의 아시안컵 본선 기록은 전무하다.

### 아세안 챔피언십
1996년 첫 출전을 시작으로 14번의 대회에 모두 참가하여 이 중 4번의 대회(1998년, 2004년, 2007년, 2012년)에서 우승컵을 들어올리면서 5회 우승의 태국에 이어 2번째로 가장 많은 우승 타이틀을 보유하고 있고 2008년 대회에서는 준결승에 오르는 등 12번의 대회 중 5번의 대회에서 준결승 이상의 성적을 거두며 동남아시아에서만큼은 준수한 성과를 거두었다.

### 아시안 게임
아시안 게임에는 성인대표팀으로 4번 출전하여 성인대표팀 시절이던 1966년 대회에서 준결승에 이름을 올렸다.

## FIFA 월드컵
| FIFA 월드컵 기록 | FIFA 월드컵 기록   | FIFA 월드컵 기록   | FIFA 월드컵 기록   | FIFA 월드컵 기록   | FIFA 월드컵 기록   | FIFA 월드컵 기록   | FIFA 월드컵 기록   | FIFA 월드컵 기록   | FIFA 월드컵 기록   | FIFA 월드컵 예선 기록                       | FIFA 월드컵 예선 기록                       | FIFA 월드컵 예선 기록                       | FIFA 월드컵 예선 기록                       | FIFA 월드컵 예선 기록                       | FIFA 월드컵 예선 기록                       | FIFA 월드컵 예선 기록                       |
| 년도             | 결과               | 순위               | 경기               | 승                 | 무*                | 패                 | 득점               | 실점               | 승점               | 경기                                        | 승                                          | 무*                                         | 패                                          | 득점                                        | 실점                                        | 승점                                        |
| ---------------- | ------------------ | ------------------ | ------------------ | ------------------ | ------------------ | ------------------ | ------------------ | ------------------ | ------------------ | ------------------------------------------- | ------------------------------------------- | ------------------------------------------- | ------------------------------------------- | ------------------------------------------- | ------------------------------------------- | ------------------------------------------- |
| 1930년           | 없음               | 없음               | 없음               | 없음               | 없음               | 없음               | 없음               | 없음               | 없음               | 없음                                        | 없음                                        | 없음                                        | 없음                                        | 없음                                        | 없음                                        | 없음                                        |
| 1934년           | 없음               | 없음               | 없음               | 없음               | 없음               | 없음               | 없음               | 없음               | 없음               | 없음                                        | 없음                                        | 없음                                        | 없음                                        | 없음                                        | 없음                                        | 없음                                        |
| 1938년           | 없음               | 없음               | 없음               | 없음               | 없음               | 없음               | 없음               | 없음               | 없음               | 없음                                        | 없음                                        | 없음                                        | 없음                                        | 없음                                        | 없음                                        | 없음                                        |
| 1950년           | 없음               | 없음               | 없음               | 없음               | 없음               | 없음               | 없음               | 없음               | 없음               | 없음                                        | 없음                                        | 없음                                        | 없음                                        | 없음                                        | 없음                                        | 없음                                        |
| 1954년           | 불참               | 불참               | 불참               | 불참               | 불참               | 불참               | 불참               | 불참               | 불참               | 불참                                        | 불참                                        | 불참                                        | 불참                                        | 불참                                        | 불참                                        | 불참                                        |
| 1958년           | 불참               | 불참               | 불참               | 불참               | 불참               | 불참               | 불참               | 불참               | 불참               | 불참                                        | 불참                                        | 불참                                        | 불참                                        | 불참                                        | 불참                                        | 불참                                        |
| 1962년           | 말라야 연방의 일원 | 말라야 연방의 일원 | 말라야 연방의 일원 | 말라야 연방의 일원 | 말라야 연방의 일원 | 말라야 연방의 일원 | 말라야 연방의 일원 | 말라야 연방의 일원 | 말라야 연방의 일원 | 말라야 연방의 일원                          | 말라야 연방의 일원                          | 말라야 연방의 일원                          | 말라야 연방의 일원                          | 말라야 연방의 일원                          | 말라야 연방의 일원                          | 말라야 연방의 일원                          |
| 1966년           | 말라야 연방의 일원 | 말라야 연방의 일원 | 말라야 연방의 일원 | 말라야 연방의 일원 | 말라야 연방의 일원 | 말라야 연방의 일원 | 말라야 연방의 일원 | 말라야 연방의 일원 | 말라야 연방의 일원 | 말라야 연방의 일원                          | 말라야 연방의 일원                          | 말라야 연방의 일원                          | 말라야 연방의 일원                          | 말라야 연방의 일원                          | 말라야 연방의 일원                          | 말라야 연방의 일원                          |
| 1970년           | 불참               | 불참               | 불참               | 불참               | 불참               | 불참               | 불참               | 불참               | 불참               | 불참                                        | 불참                                        | 불참                                        | 불참                                        | 불참                                        | 불참                                        | 불참                                        |
| 1974년           | 불참               | 불참               | 불참               | 불참               | 불참               | 불참               | 불참               | 불참               | 불참               | 불참                                        | 불참                                        | 불참                                        | 불참                                        | 불참                                        | 불참                                        | 불참                                        |
| 1978년           | 예선 탈락          | 예선 탈락          | 예선 탈락          | 예선 탈락          | 예선 탈락          | 예선 탈락          | 예선 탈락          | 예선 탈락          | 예선 탈락          | 5                                           | 2                                           | 1                                           | 2                                           | 5                                           | 7                                           | 7                                           |
| 1982년           | 예선 탈락          | 예선 탈락          | 예선 탈락          | 예선 탈락          | 예선 탈락          | 예선 탈락          | 예선 탈락          | 예선 탈락          | 예선 탈락          | 3                                           | 0                                           | 1                                           | 2                                           | 1                                           | 3                                           | 1                                           |
| 1986년           | 예선 탈락          | 예선 탈락          | 예선 탈락          | 예선 탈락          | 예선 탈락          | 예선 탈락          | 예선 탈락          | 예선 탈락          | 예선 탈락          | 4                                           | 0                                           | 1                                           | 3                                           | 2                                           | 11                                          | 1                                           |
| 1990년           | 예선 탈락          | 예선 탈락          | 예선 탈락          | 예선 탈락          | 예선 탈락          | 예선 탈락          | 예선 탈락          | 예선 탈락          | 예선 탈락          | 6                                           | 2                                           | 1                                           | 3                                           | 12                                          | 9                                           | 7                                           |
| 1994년           | 예선 탈락          | 예선 탈락          | 예선 탈락          | 예선 탈락          | 예선 탈락          | 예선 탈락          | 예선 탈락          | 예선 탈락          | 예선 탈락          | 8                                           | 5                                           | 0                                           | 3                                           | 12                                          | 12                                          | 15                                          |
| 1998년           | 예선 탈락          | 예선 탈락          | 예선 탈락          | 예선 탈락          | 예선 탈락          | 예선 탈락          | 예선 탈락          | 예선 탈락          | 예선 탈락          | 4                                           | 0                                           | 1                                           | 3                                           | 2                                           | 8                                           | 1                                           |
| 2002년           | 예선 탈락          | 예선 탈락          | 예선 탈락          | 예선 탈락          | 예선 탈락          | 예선 탈락          | 예선 탈락          | 예선 탈락          | 예선 탈락          | 6                                           | 0                                           | 2                                           | 4                                           | 3                                           | 8                                           | 2                                           |
| 2006년           | 예선 탈락          | 예선 탈락          | 예선 탈락          | 예선 탈락          | 예선 탈락          | 예선 탈락          | 예선 탈락          | 예선 탈락          | 예선 탈락          | 6                                           | 1                                           | 0                                           | 5                                           | 3                                           | 13                                          | 3                                           |
| 2010년           | 예선 탈락          | 예선 탈락          | 예선 탈락          | 예선 탈락          | 예선 탈락          | 예선 탈락          | 예선 탈락          | 예선 탈락          | 예선 탈락          | 10                                          | 5                                           | 1                                           | 4                                           | 17                                          | 17                                          | 16                                          |
| 2014년           | 예선 탈락          | 예선 탈락          | 예선 탈락          | 예선 탈락          | 예선 탈락          | 예선 탈락          | 예선 탈락          | 예선 탈락          | 예선 탈락          | 8                                           | 1                                           | 1                                           | 6                                           | 8                                           | 24                                          | 4                                           |
| 2018년           | 예선 탈락          | 예선 탈락          | 예선 탈락          | 예선 탈락          | 예선 탈락          | 예선 탈락          | 예선 탈락          | 예선 탈락          | 예선 탈락          | 8                                           | 3                                           | 1                                           | 4                                           | 9                                           | 9                                           | 10                                          |
| 2022년           | 예선 탈락          | 예선 탈락          | 예선 탈락          | 예선 탈락          | 예선 탈락          | 예선 탈락          | 예선 탈락          | 예선 탈락          | 예선 탈락          | 8                                           | 2                                           | 1                                           | 5                                           | 7                                           | 22                                          | 7                                           |
| 2026년           | 예선 탈락          | 예선 탈락          | 예선 탈락          | 예선 탈락          | 예선 탈락          | 예선 탈락          | 예선 탈락          | 예선 탈락          | 예선 탈락          | 6                                           | 0                                           | 1                                           | 5                                           | 5                                           | 24                                          | 1                                           |
| 합계             |                    |                    |                    |                    |                    |                    |                    |                    |                    | 82                                          | 21                                          | 12                                          | 49                                          | 86                                          | 167                                         | 75                                          |
| 순위             |                    |                    |                    |                    |                    |                    |                    |                    |                    | 월드컵 예선 승점 순위 : 105위 (아시아 21위) | 월드컵 예선 승점 순위 : 105위 (아시아 21위) | 월드컵 예선 승점 순위 : 105위 (아시아 21위) | 월드컵 예선 승점 순위 : 105위 (아시아 21위) | 월드컵 예선 승점 순위 : 105위 (아시아 21위) | 월드컵 예선 승점 순위 : 105위 (아시아 21위) | 월드컵 예선 승점 순위 : 105위 (아시아 21위) |

## AFC 아시안컵
| AFC 아시안컵 기록 | AFC 아시안컵 기록             | AFC 아시안컵 기록             | AFC 아시안컵 기록             | AFC 아시안컵 기록             | AFC 아시안컵 기록             | AFC 아시안컵 기록             | AFC 아시안컵 기록             | AFC 아시안컵 기록             | AFC 아시안컵 기록             | AFC 아시안컵 예선 기록 | AFC 아시안컵 예선 기록 | AFC 아시안컵 예선 기록 | AFC 아시안컵 예선 기록 | AFC 아시안컵 예선 기록 | AFC 아시안컵 예선 기록 | AFC 아시안컵 예선 기록 |
| 년도              | 결과                          | 순위                          | 경기                          | 승                            | 무*                           | 패                            | 득점                          | 실점                          | 승점                          | 경기                   | 승                     | 무*                    | 패                     | 득점                   | 실점                   | 승점                   |
| ----------------- | ----------------------------- | ----------------------------- | ----------------------------- | ----------------------------- | ----------------------------- | ----------------------------- | ----------------------------- | ----------------------------- | ----------------------------- | ---------------------- | ---------------------- | ---------------------- | ---------------------- | ---------------------- | ---------------------- | ---------------------- |
| 1956년            | 불참                          | 불참                          | 불참                          | 불참                          | 불참                          | 불참                          | 불참                          | 불참                          | 불참                          | 기권                   | 기권                   | 기권                   | 기권                   | 기권                   | 기권                   | 기권                   |
| 1960년            | 예선 탈락                     | 예선 탈락                     | 예선 탈락                     | 예선 탈락                     | 예선 탈락                     | 예선 탈락                     | 예선 탈락                     | 예선 탈락                     | 예선 탈락                     | 2                      | 0                      | 0                      | 2                      | 3                      | 9                      | 0                      |
| 1964년            | 말레이 연방으로 참여          | 말레이 연방으로 참여          | 말레이 연방으로 참여          | 말레이 연방으로 참여          | 말레이 연방으로 참여          | 말레이 연방으로 참여          | 말레이 연방으로 참여          | 말레이 연방으로 참여          | 말레이 연방으로 참여          | 말레이 연방으로 참여   | 말레이 연방으로 참여   | 말레이 연방으로 참여   | 말레이 연방으로 참여   | 말레이 연방으로 참여   | 말레이 연방으로 참여   | 말레이 연방으로 참여   |
| 1968년            | 예선 탈락                     | 예선 탈락                     | 예선 탈락                     | 예선 탈락                     | 예선 탈락                     | 예선 탈락                     | 예선 탈락                     | 예선 탈락                     | 예선 탈락                     | 4                      | 0                      | 1                      | 3                      | 2                      | 10                     | 1                      |
| 1972년            | 기권                          | 기권                          | 기권                          | 기권                          | 기권                          | 기권                          | 기권                          | 기권                          | 기권                          | 기권                   | 기권                   | 기권                   | 기권                   | 기권                   | 기권                   | 기권                   |
| 1976년            | 예선 탈락                     | 예선 탈락                     | 예선 탈락                     | 예선 탈락                     | 예선 탈락                     | 예선 탈락                     | 예선 탈락                     | 예선 탈락                     | 예선 탈락                     | 3                      | 1                      | 0                      | 2                      | 7                      | 3                      | 3                      |
| 1980년            | 예선 탈락                     | 예선 탈락                     | 예선 탈락                     | 예선 탈락                     | 예선 탈락                     | 예선 탈락                     | 예선 탈락                     | 예선 탈락                     | 예선 탈락                     | 3                      | 0                      | 0                      | 3                      | 1                      | 11                     | 0                      |
| 1984년            | 조별리그                      | 7위                           | 4                             | 1                             | 1                             | 2                             | 3                             | 4                             | 4                             | 자동참가(개최국)       | 자동참가(개최국)       | 자동참가(개최국)       | 자동참가(개최국)       | 자동참가(개최국)       | 자동참가(개최국)       | 자동참가(개최국)       |
| 1988년            | 기권                          | 기권                          | 기권                          | 기권                          | 기권                          | 기권                          | 기권                          | 기권                          | 기권                          | 기권                   | 기권                   | 기권                   | 기권                   | 기권                   | 기권                   | 기권                   |
| 1992년            | 예선 탈락                     | 예선 탈락                     | 예선 탈락                     | 예선 탈락                     | 예선 탈락                     | 예선 탈락                     | 예선 탈락                     | 예선 탈락                     | 예선 탈락                     | 3                      | 0                      | 1                      | 2                      | 2                      | 4                      | 1                      |
| 1996년            | 예선 탈락                     | 예선 탈락                     | 예선 탈락                     | 예선 탈락                     | 예선 탈락                     | 예선 탈락                     | 예선 탈락                     | 예선 탈락                     | 예선 탈락                     | 6                      | 3                      | 3                      | 0                      | 16                     | 7                      | 12                     |
| 2000년            | 예선 탈락                     | 예선 탈락                     | 예선 탈락                     | 예선 탈락                     | 예선 탈락                     | 예선 탈락                     | 예선 탈락                     | 예선 탈락                     | 예선 탈락                     | 3                      | 2                      | 0                      | 1                      | 2                      | 3                      | 6                      |
| 2004년            | 예선 탈락                     | 예선 탈락                     | 예선 탈락                     | 예선 탈락                     | 예선 탈락                     | 예선 탈락                     | 예선 탈락                     | 예선 탈락                     | 예선 탈락                     | 8                      | 3                      | 1                      | 4                      | 8                      | 11                     | 10                     |
| 2007년            | 예선 탈락                     | 예선 탈락                     | 예선 탈락                     | 예선 탈락                     | 예선 탈락                     | 예선 탈락                     | 예선 탈락                     | 예선 탈락                     | 예선 탈락                     | 5                      | 1                      | 1                      | 3                      | 4                      | 6                      | 4                      |
| 2011년            | 예선 탈락                     | 예선 탈락                     | 예선 탈락                     | 예선 탈락                     | 예선 탈락                     | 예선 탈락                     | 예선 탈락                     | 예선 탈락                     | 예선 탈락                     | 6                      | 2                      | 0                      | 4                      | 6                      | 15                     | 6                      |
| 2015년            | 예선 탈락                     | 예선 탈락                     | 예선 탈락                     | 예선 탈락                     | 예선 탈락                     | 예선 탈락                     | 예선 탈락                     | 예선 탈락                     | 예선 탈락                     | 6                      | 1                      | 0                      | 5                      | 4                      | 17                     | 3                      |
| 2019년            | 예선 탈락                     | 예선 탈락                     | 예선 탈락                     | 예선 탈락                     | 예선 탈락                     | 예선 탈락                     | 예선 탈락                     | 예선 탈락                     | 예선 탈락                     | 14                     | 3                      | 3                      | 8                      | 12                     | 18                     | 12                     |
| 2023년            | 예선 탈락                     | 예선 탈락                     | 예선 탈락                     | 예선 탈락                     | 예선 탈락                     | 예선 탈락                     | 예선 탈락                     | 예선 탈락                     | 예선 탈락                     | 11                     | 3                      | 1                      | 7                      | 14                     | 27                     | 10                     |
| 2027년            | 미정                          | 미정                          | 미정                          | 미정                          | 미정                          | 미정                          | 미정                          | 미정                          | 미정                          | 6                      | 0                      | 1                      | 5                      | 5                      | 24                     | 1                      |
| 합계              | 1회 진출(1/17)                | 조별리그(1회)                 | 4                             | 1                             | 1                             | 2                             | 3                             | 4                             | 4                             | 80                     | 19                     | 12                     | 49                     | 86                     | 165                    | 69                     |
| 순위              | AFC 아시안컵 역대 순위 : 25위 | AFC 아시안컵 역대 순위 : 25위 | AFC 아시안컵 역대 순위 : 25위 | AFC 아시안컵 역대 순위 : 25위 | AFC 아시안컵 역대 순위 : 25위 | AFC 아시안컵 역대 순위 : 25위 | AFC 아시안컵 역대 순위 : 25위 | AFC 아시안컵 역대 순위 : 25위 | AFC 아시안컵 역대 순위 : 25위 |                        |                        |                        |                        |                        |                        |                        |

### 아시안 게임
| 아시안 게임 기록 | 아시안 게임 기록 | 아시안 게임 기록 | 아시안 게임 기록 | 아시안 게임 기록 | 아시안 게임 기록 | 아시안 게임 기록 | 아시안 게임 기록 | 아시안 게임 기록 | 아시안 게임 기록 |
| 년도             | 결과             | 순위             | 경기             | 승               | 무*              | 패               | 득점             | 실점             | 승점             |
| ---------------- | ---------------- | ---------------- | ---------------- | ---------------- | ---------------- | ---------------- | ---------------- | ---------------- | ---------------- |
| 1951년           | 없음             | 없음             | 없음             | 없음             | 없음             | 없음             | 없음             | 없음             | 없음             |
| 1954년           | 조별리그         | 9위              | 2                | 0                | 1                | 1                | 3                | 7                | 1                |
| 1958년           | 조별리그         | 10위             | 2                | 0                | 0                | 2                | 2                | 4                | 0                |
| 1962년           | 불참             | 불참             | 불참             | 불참             | 불참             | 불참             | 불참             | 불참             | 불참             |
| 1966년           | 준결승           | 4위              | 7                | 2                | 1                | 4                | 11               | 15               | 7                |
| 1970년           | 불참             | 불참             | 불참             | 불참             | 불참             | 불참             | 불참             | 불참             | 불참             |
| 1974년           | 불참             | 불참             | 불참             | 불참             | 불참             | 불참             | 불참             | 불참             | 불참             |
| 1978년           | 불참             | 불참             | 불참             | 불참             | 불참             | 불참             | 불참             | 불참             | 불참             |
| 1982년           | 불참             | 불참             | 불참             | 불참             | 불참             | 불참             | 불참             | 불참             | 불참             |
| 1986년           | 불참             | 불참             | 불참             | 불참             | 불참             | 불참             | 불참             | 불참             | 불참             |
| 1990년           | 조별리그         | 11위             | 3                | 1                | 0                | 2                | 7                | 13               | 3                |
| 1994년           | 불참             | 불참             | 불참             | 불참             | 불참             | 불참             | 불참             | 불참             | 불참             |
| 1998년           | 불참             | 불참             | 불참             | 불참             | 불참             | 불참             | 불참             | 불참             | 불참             |
| 합계             | 7회 출전(7/16)   | 4위(1회)         | 23               | 4                | 6                | 13               | 30               | 53               | 18               |

## 동남아시아 축구 선수권 대회
| AFF 스즈키컵 기록 | AFF 스즈키컵 기록 | AFF 스즈키컵 기록 | AFF 스즈키컵 기록 | AFF 스즈키컵 기록 | AFF 스즈키컵 기록 | AFF 스즈키컵 기록 | AFF 스즈키컵 기록 | AFF 스즈키컵 기록 | AFF 스즈키컵 기록 |
| 년도              | 결과              | 순위              | 경기              | 승                | 무*               | 패                | 득점              | 실점              | 승점              |
| ----------------- | ----------------- | ----------------- | ----------------- | ----------------- | ----------------- | ----------------- | ----------------- | ----------------- | ----------------- |
| 1996년            | 조별리그          | 5위               | 4                 | 2                 | 1                 | 1                 | 7                 | 2                 | 7                 |
| 1998년            | 우승              | 1위               | 5                 | 4                 | 1                 | 0                 | 9                 | 2                 | 13                |
| 2000년            | 조별리그          | 5위               | 4                 | 2                 | 0                 | 2                 | 4                 | 2                 | 6                 |
| 2002년            | 조별리그          | 6위               | 3                 | 1                 | 1                 | 1                 | 3                 | 6                 | 4                 |
| 2004년            | 우승              | 1위               | 8                 | 6                 | 2                 | 0                 | 23                | 10                | 20                |
| 2007년            | 우승              | 1위               | 7                 | 2                 | 5                 | 0                 | 18                | 6                 | 11                |
| 2008년            | 준결승            | 3위               | 5                 | 3                 | 1                 | 1                 | 10                | 2                 | 10                |
| 2010년            | 조별리그          | 5위               | 3                 | 1                 | 1                 | 1                 | 3                 | 3                 | 4                 |
| 2012년            | 우승              | 1위               | 7                 | 4                 | 1                 | 2                 | 11                | 6                 | 13                |
| 2014년            | 조별리그          | 6위               | 3                 | 1                 | 0                 | 2                 | 6                 | 7                 | 3                 |
| 2016년            | 조별리그          | 7위               | 3                 | 0                 | 1                 | 2                 | 1                 | 3                 | 1                 |
| 합계              | 11회 출전(11/11)  | 우승(4회)         | 52                | 26                | 14                | 12                | 95                | 49                | 92                |

## 주요 선수
- 하산 수니
- 바이하키 카이잔
- 사푸완 바하루딘
- 하리스 하룬
- 샤흐단 술라이만
- 카이룰 니잠
- 이즈완 마흐부드
- 나즈룰 나자리
- 줄파미 아리핀
- 샤키르 함자
- 카이룰 암리
- 파리스 람리
- 송의영
- 이르판 판디
- 이크샨 판디
- 일한 판디
- 나카무라 교가

## 역대 감독
| 감독              | 임기        |
| ----------------- | ----------- |
| 니시가야 다카유키 | 2022 ~ 2024 |

## 같이 보기
- 싱가포르 U-23 축구 국가대표팀
- 영 라이온즈 FC
- 싱가포르 여자 축구 국가대표팀